# Birudankarayapuram
Birudankarayapuram fou una ciutat de l'estat d'Andhra Pradesh, abans al districte de Godavari (avui partit en Oriental i Occidental) que fou la capital dels reis Chalukya. Queden algunes ruïnes a la moderna vila de Bikkavolu.